# 穆拉法 (哈爾科夫州)
50°2′45″N 35°19′10″E / 50.04583°N 35.31944°E

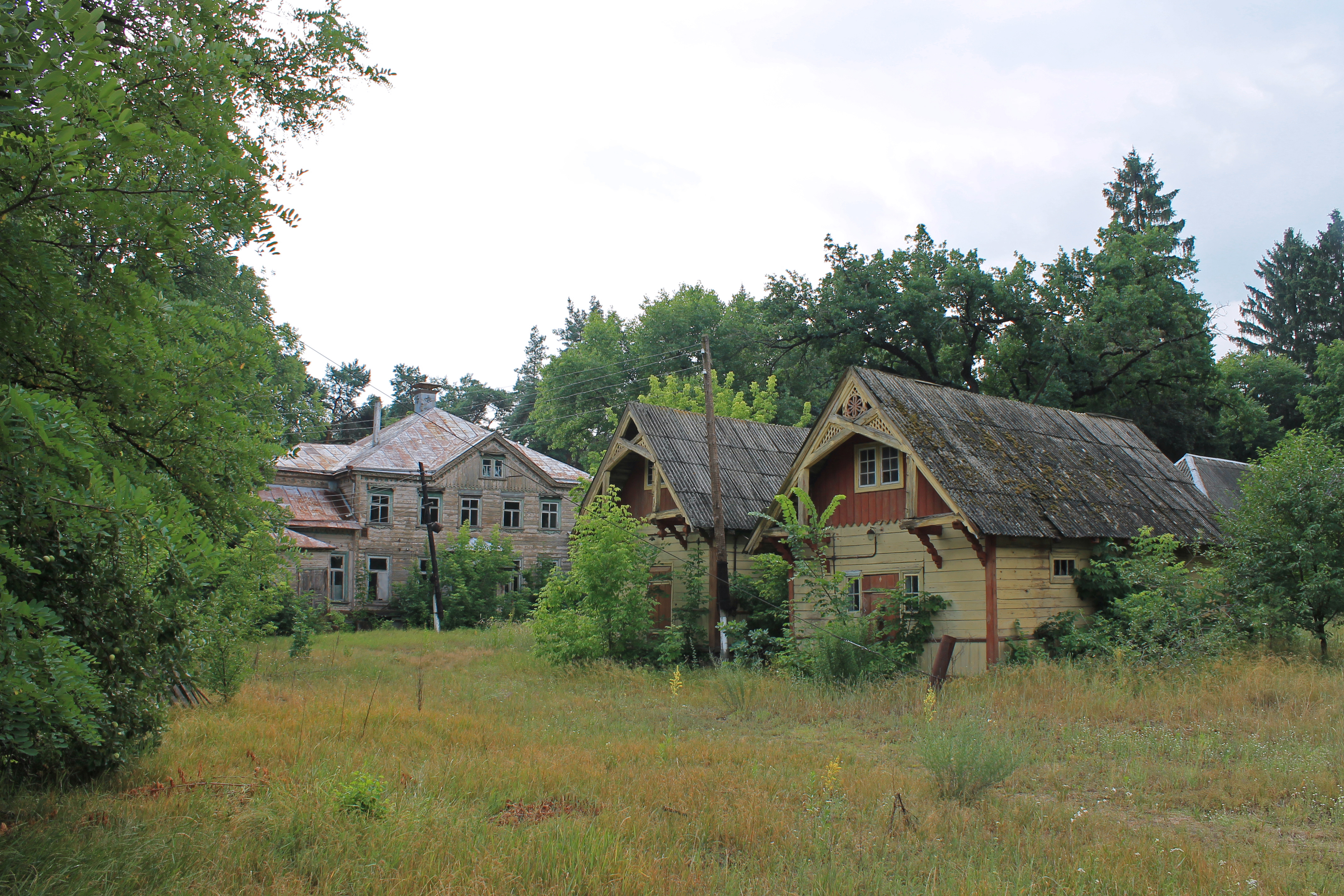

穆拉法（烏克蘭語：Мурафа）是位於烏克蘭東部的村莊，由哈爾科夫州博霍杜希夫區的克拉斯諾庫特斯克市鎮負責管轄。該村處於梅爾奇克河畔，始建於1650年，面積10.33平方公里，海拔高度116米，2025年人口2,150。